# Tadeusz Ajdukiewicz
Tadeusz Adjukiewicz (Wieliczka, 1852 – Krakkó, 1916. január 8.) lengyel festő.

## Életpályája
1868 és 1873 között Władysław Luszczkiewicz osztályában tanult a krakkói szépművészeti iskolában. Később Bécsben, Münchenben és Józef Brandt műtermében dolgozott. 1877-ben Párizsba és a Közel-Keletre utazott. 1882-ben Bécsben élt, s itt az arisztokráciának dolgozott. 1883-ban Londonba költözött, ahol megfestette a walesi herceg arcképét. 1884-ben II. Abdul-Medzsid szultán udvarában vendégeskedett. Később Szófiában, Szentpétervárott és Bukarestben dolgozott. 1914-ben, az első világháború kitörésekor a lengyel légióhoz csatlakozott, s ennek egyik csatájában halt meg. A krakkói Rakowicki temetőben nyugszik. Zygmunt Ajdukiewicz első unokatestvére volt.

## Művei

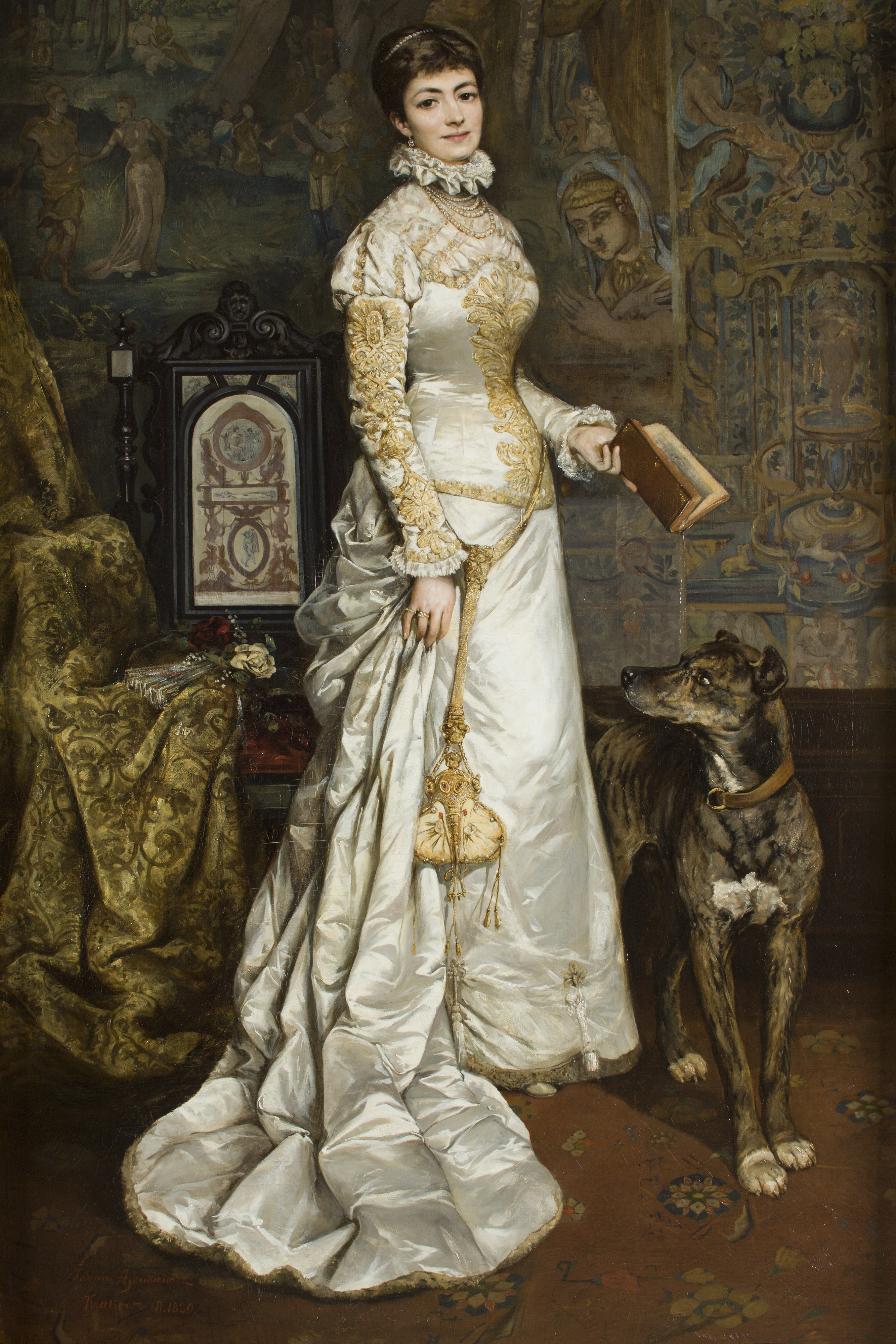
Helena Modrzejewska portréja, 1880

Portréi tették ismertté, mint például Helena Modrzejewska portréja. Másik ismert területe festményeinek a csatajelenetek. Tadeusz Ajdukiewiczet érdekelte a zsánerfestészet is.